# بوليط منحني
بوليط منحني (الاسم العلمي: Boletus inflexus ) هو نوع الفطريات يتبع جنس البوليط من الفصيلة البوليطية.